# گامزه آلتون
گامزه آلتون (ترکی استانبولی: Gamze Altun؛ زادهٔ ۲۹ ژوئیهٔ ۲۰۰۳) وزنه‌بردار اهل ترکیه است که در مسابقات کشوری و بین‌المللی در مجموع برندهٔ ۱ مدال نقره شده‌است.
| سال  | رقابت                                   | ورزشگاه          | وزن  | یک‌‌ضرب | یک‌‌ضرب | دوضرب | دوضرب | مجموع | مجموع |
| سال  | رقابت                                   | ورزشگاه          | وزن  | (ک‌گ)  | رتبه  | (ک‌گ)  | رتبه  | (ک‌گ)  | رتبه  |
| ---- | --------------------------------------- | ---------------- | ---- | ----- | ----- | ----- | ----- | ----- | ----- |
| ۲۰۲۳ | مسابقات قهرمانی وزنه‌برداری اروپا (۲۰۲۳) | ایروان، ارمنستان | ۴۵ک‌گ | ۶۳    | ۵ام   | 89    | 2     | ۱۵۲   | ۴ام   |